# كاثرين كانون
كاثرين كانون (بالإنجليزية: Katherine Cannon) هي ممثلة أمريكية، ولدت في 6 سبتمبر 1950 في هارتفورد في الولايات المتحدة.

## أعمال

### مسلسلات
- بيفرلي هيلز 90210
- جاغ

## وصلات خارجية
- كاثرين كانون على موقع IMDb (الإنجليزية)
- كاثرين كانون على موقع ألو سيني (الفرنسية)
- كاثرين كانون على موقع قاعدة بيانات الأفلام السويدية (السويدية)
- كاثرين كانون على موقع إن إن دي بي (الإنجليزية)
- كاثرين كانون على موقع قاعدة بيانات الفيلم (الإنجليزية)
- كاثرين كانون على موقع كينوبويسك (الروسية)